# Léo Hamon
Pour les articles homonymes, voir Hamon.
Pour les articles homonymes, voir Goldenberg.
Léo Hamon, né le 12 janvier 1908 à Paris et mort le 27 octobre 1993  à Paris, est un homme politique et politologue français.
Membre du Mouvement républicain populaire puis de l’Union pour la défense de la République, il fut député de la quatrième circonscription de l'Essonne, sénateur de la Seine, porte-parole du gouvernement et secrétaire d'État de la Participation et de l’Intéressement.

## Biographie

### Jeunesse et études

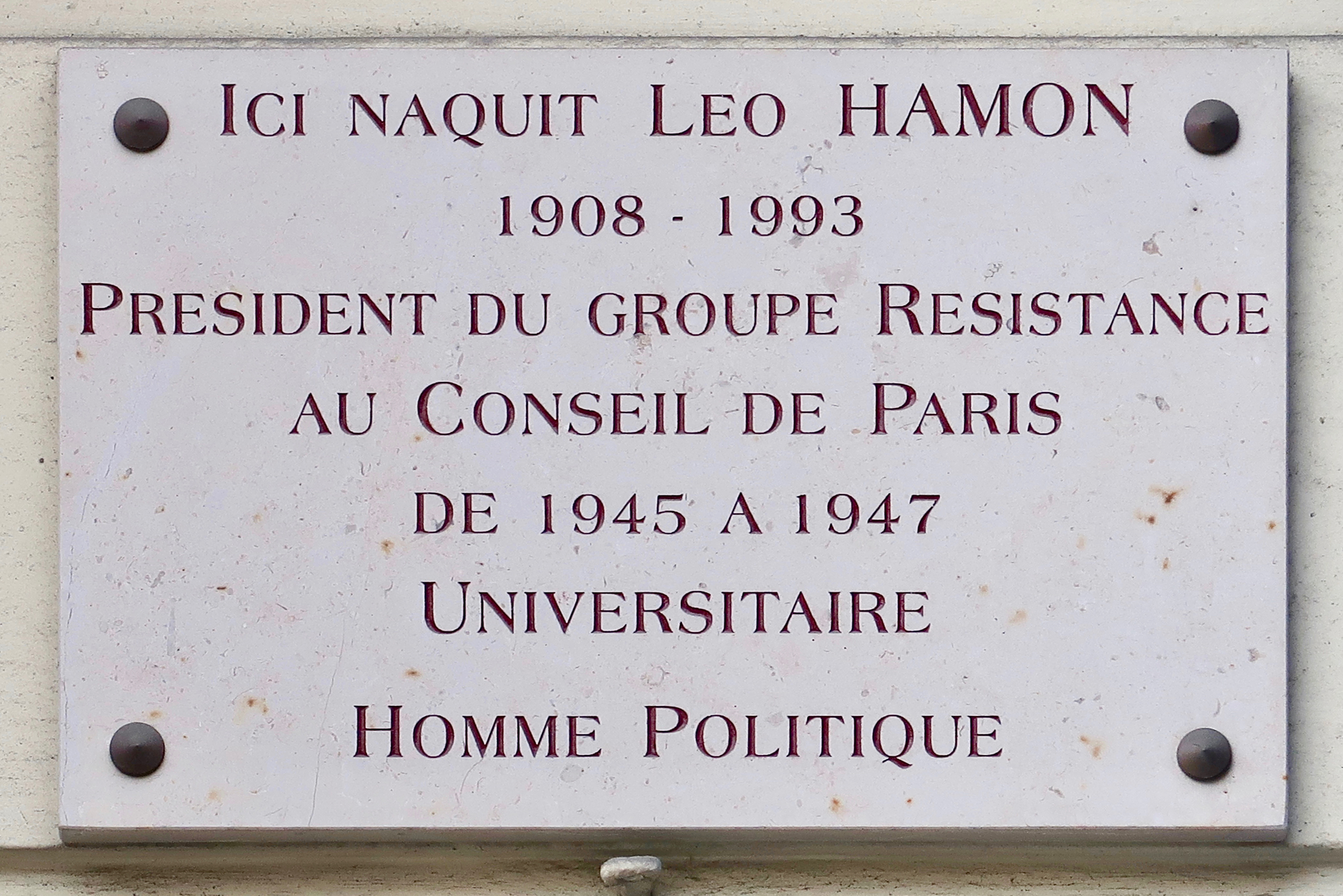
Plaque 39 boulevard de Port-Royal (13e arrondissement de Paris), où il est né.

Léo Hamon, de son nom de naissance Lew Goldenberg, est fils d'exilés russes d'origine juive. Son père est médecin marxiste polonais et sa mère docteur en philosophie, historienne et économiste. Tous deux sont membres du parti social-démocrate polonais. Après la première guerre mondiale, ses parents rejoignent l'Union soviétique. Son père y meurt en 1935, et sa mère ne revient en France que peu de temps avant sa mort, en 1948.
Resté seul à Paris, il s'inscrit à l’École alsacienne, où il obtient son baccalauréat. Il étudie ensuite à l'université de Paris, où il obtient une licence de lettres, puis et un doctorat en droit en 1932. Entre 1939 et 1940, il fut mobilisé avec le grade de sous-lieutenant.
En 1942, il est à Montauban, en contact régulier avec le clergé résistant de l'Institut catholique de Toulouse. Il y mène des actions de résistance en distribuant des tracts contre le travail en Allemagne. Après une fouille dans sa maison, pour ne pas mettre en danger sa famille, il quitte Montauban pour mener des actions de résistance en zone nord.

### Carrière professionnelle
Il devient avocat à vingt-deux ans à la Cour d'appel de Paris de 1930 à 1969. Il est professeur à la faculté de droit et de science politique de Dijon (1959) où il fonde le centre d'étude et de recherche politiques (CERPO), d'Orléans (1966) et de Paris (1968) et réussit, à plus de cinquante ans, l’agrégation de droit. Il est l’un des fondateurs du département de science politique de la Sorbonne, en 1969. Léo Hamon est membre du conseil d'administration de la Société d'études jaurésiennes à partir de 1979 et son vice-président de 1982 à sa mort. Il organise notamment le colloque sur Jaurès et la défense nationale (Cahier Jaurès n° 3-Bulletin n° 130 de la SEJ). Il est chargé de conférences à l'Institut d'études politiques de Paris.

### Carrière politique

#### Résistance

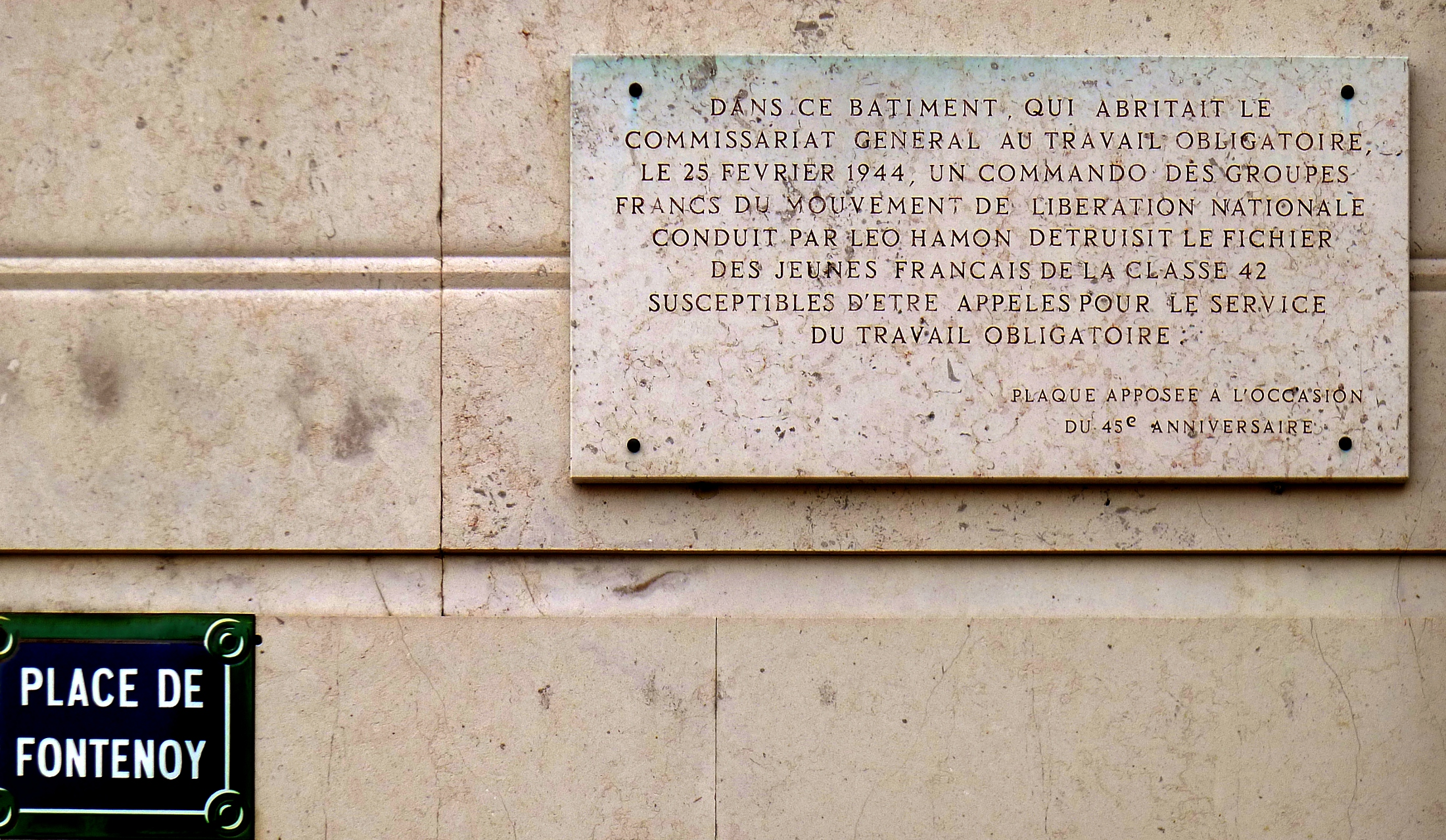
Plaque place de Fontenoy (7e arrondissement de Paris) commémorant l'action d'un groupe de résistants menés par Léo Hamon en 1944.

Il s’engage dans la Résistance en devenant rédacteur pour le journal clandestin Combat. Il devient ensuite responsable de l’action ouvrière de Combat pour la région de Toulouse puis rejoint le mouvement Ceux de la Résistance (CDLR). En août 1944, il impulse l'assaut contre l'hôtel de ville. Comme vice-président du comité parisien de Libération, il est l’artisan de la trêve conclue avec les Allemands sous l’égide du consul de Suède Raoul Nordling afin que Paris ne brûle pas. Il siège à l’Assemblée consultative provisoire, et est autorisé par décret du 24 novembre 1945 à changer son patronyme de Goldenberg en Hamon, son pseudonyme de clandestinité.

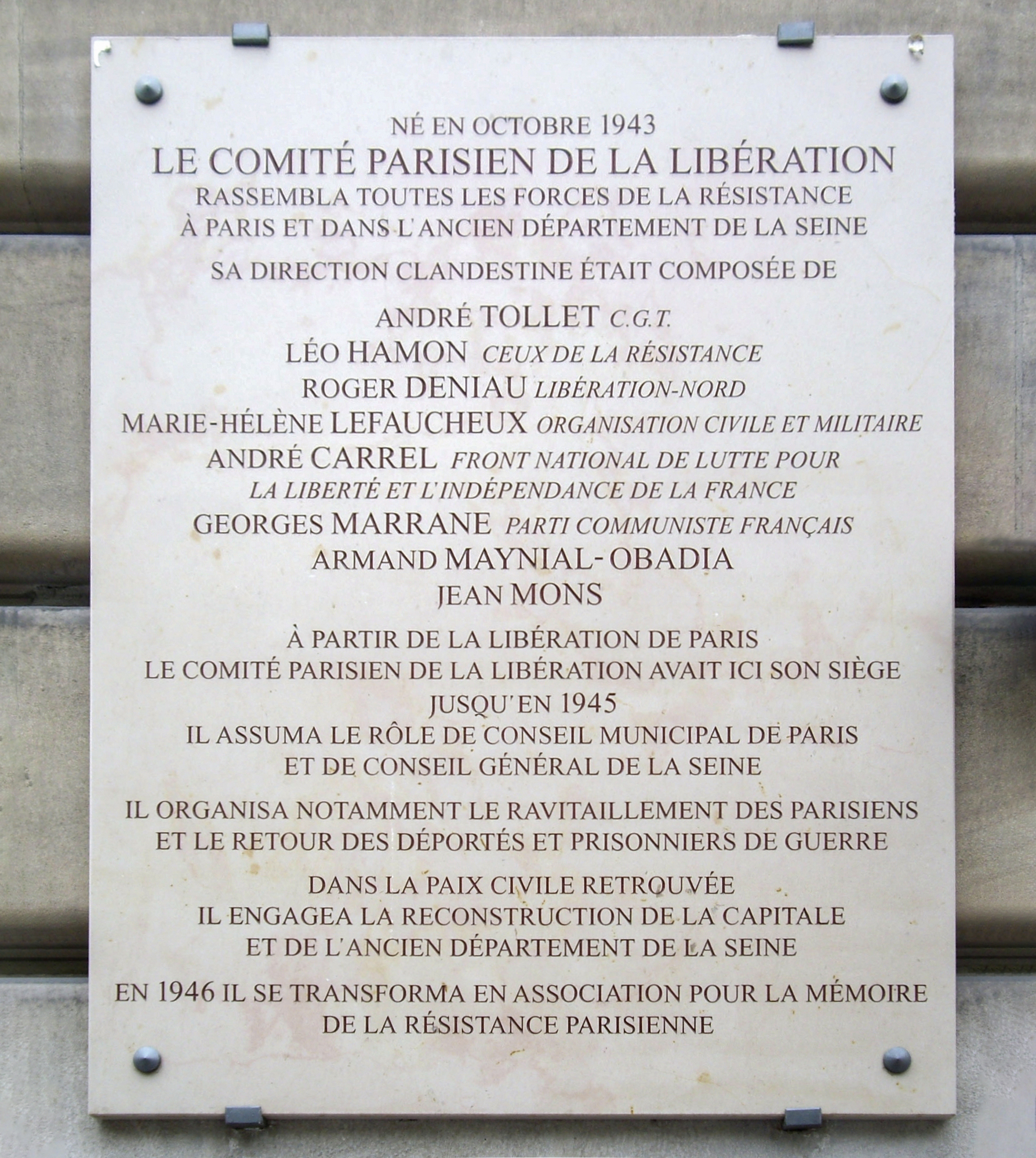
Plaque en mémoire du Comité parisien de la Libération au no 3 de le rue du Château-d'Eau à Paris.

#### IVeetVeRépubliques
Élu au Conseil de la République de 1946 à 1958, il est tout d’abord membre du MRP mais en est exclu en 1954 en raison de son opposition à la Communauté européenne de défense. Il siège alors comme rattaché au groupe des Indépendants d’Outre-Mer tout en rejoignant le Parti de la jeune République, d’orientation socialiste chrétienne. Il manifeste au Sénat un grand intérêt pour les questions de la France d’Outre-Mer. Il est élu député UDR de l’Essonne en 1968, puis devient secrétaire d’État dans le gouvernement de Jacques Chaban-Delmas. Léo Hamon est le porte-parole du gouvernement entre le 20 juin 1969 et le 15 mai 1972, puis secrétaire d’État chargé de la Participation et de l’Intéressement jusqu’au 5 juillet 1972. Il appartient à la gauche du gaullisme et est l’un des dirigeants de l’Union démocratique du travail (UDT) puis de l’Initiative républicaine et socialiste. Léo Hamon est conseiller général de la Seine de 1944 à 1947 et conseiller municipal de Malakoff en 1953. Lors des élections législatives de 1956, il subit son premier échec dans la troisième circonscription de la Seine. En 1988, il apporte son soutien au candidat François Mitterrand et en 1992 s'oppose à la ratification du traité de Maastricht.

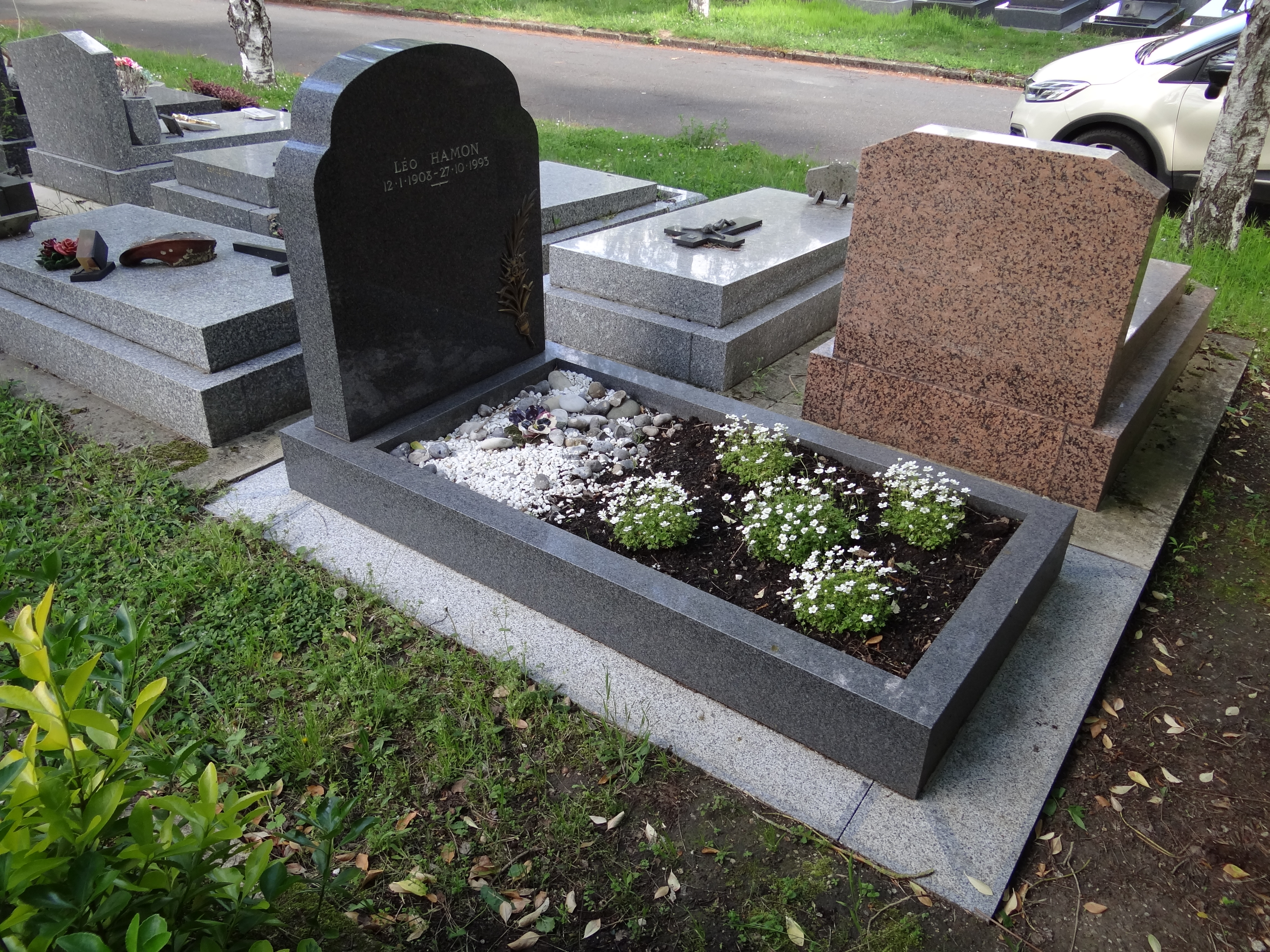
La tombe de Léo Hamon au cimetière parisien de Bagneux (Hauts-de-Seine).

Il meurt le 27 octobre 1993 à Paris et est inhumé au cimetière parisien de Bagneux (52e division).

## Initiative républicaine et socialiste
Léo Hamon crée ce mouvement, à tendance gaulliste de gauche, dans les années 1970. Le secrétaire général de l'IRS était Étienne Tarride. Une tentative de rapprochement avec le Mouvement des radicaux de gauche échoua. Après l'élection de François Mitterrand à la présidence de la République en 1981, l'IRS rejoignit la majorité présidentielle. Cependant, depuis 2013, une association baptisée « Initiative Républicaine et Sociale » s’inscrit dans le sillage de l’Initiative Républicaine et Socialiste de Léo Hamon, sans toutefois être la continuité de l’IRS des années 1970.

## Synthèse des fonctions politiques

### Fonctions ministérielles
- Secrétaire d’État, porte-parole du gouvernement

Léo Hamon est secrétaire d'État près le Premier ministre, porte-parole du gouvernement Jacques Chaban-Delmas du 22 juin 1969 au 14 mai 1972.
- Secrétaire d’État chargé de la Participation et de l’Intéressement

Après le remaniement ministériel, il est secrétaire d’État chargé de la Participation et de l’Intéressement du 15 mai 1972 au 5 juillet 1972.

### Mandats nationaux
- Conseiller de la République et Sénateur de la Seine

Léo Hamon est élu conseiller de la République le 8 décembre 1946 dans le département de la Seine, réélu sénateur le 7 novembre 1948 et le 18 mai 1952 jusqu’au 8 juin 1958.
- Député de la 4e circonscription de l’Essonne

Léo Hamon est élu député de la quatrième circonscription de l’Essonne le 30 juin 1968 et conserve ce mandat jusqu’à sa nomination au gouvernement le 22 juillet 1969.

### Mandats locaux
- Conseiller municipal de Paris

Le 29 avril 1945, Léo Hamon est élu conseiller municipal de Paris avec la qualité de rapporteur général du budget de la ville.
- Conseiller municipal de Malakoff

En mai 1953, il est élu conseiller municipal de Malakoff.

### Autres mandats
Léo Hamon est conseiller économique et social, vice-président du comité des programmes de télévision de l’Office de radiodiffusion télévision française et vice-président du Mouvement pour le socialisme et la participation. Il fut membre du bureau national de l’association nationale des anciens combattants de la Résistance.

## Décoration
- Médaille de la Résistance française avec rosette (décret du 11 mars 1947)[12]

## Hommages
Une esplanade Léo-Hamon porte son nom depuis 2000 dans le 13e arrondissement de Paris dans le quartier Croulebarbe à l'intersection entre le boulevard de Port-Royal et le boulevard Arago.

## Œuvres
Hamon est un des premiers universitaires français (avec Raymond Aron) à amorcer les recherches de stratégie et de défense avec son cours de doctorat (devenu l'ouvrage La stratégie contre la guerre, paru aux Grasset en 1966) professé à la faculté de droit et de science politique de Dijon (Université de Bourgogne).
Il est l’auteur de La Révision, la vraie fidélité, sorti aux éditions Stock en 1974 où il développait la doctrine gaulliste (affirmation de la Nation et de l’État, volonté de modernisation, attachement à la démocratie, responsabilité de l’État dans l’économie et le social), le livre Les juges de la loi - Naissance et rôle d'un contre-pouvoir, le Conseil constitutionnel aux éditions Fayard en 1987, les ouvrages Du jansénisme à la laïcité - le jansénisme et les origines de la déchristianisation en 1987, Les Cent-Jours dans l'Yonne - Aux origines d'un bonapartisme libéral en 1988, La Révolution à travers un département (Yonne) en 1990, Les opportunistes - Les débuts de la République aux républicains en 1991, La région de De Gaulle à nos jours en 1992 et Les républicains sous le Second Empire à titre posthume en 1994 tous édité par la Maison des sciences de l'homme.
Il a publié des mémoires sous le titre Vivre ses choix aux éditions Robert Laffont en 1991, récompensés la même année du prix Saint-Simon.